# Зина (прелюбодеяние)
Зина́ (араб. زِنَا‎ — «прелюбодеяние») — в исламском праве (фикх) — незаконная половая связь между людьми, которые не состоят в браке. Во всех четырёх суннитских и двух шиитских мазхабах термин зина означает добровольный половой акт между мужчиной и женщиной, которые не состоят в браке друг с другом. В большинстве европейских языков существует различие между понятиями «прелюбодеяние» (то есть половой акт женатого мужчины не с женой, или замужней женщины не с мужем) и «блуд» (то есть половой акт между двумя не состоящими в браке людьми). Однако в исламском праве такого различия нет. Исламское законодательство предусматривает наказания для мусульман и немусульман на основе Корана и сунны пророка Мухаммада. Необходимость наличия четырёх надёжных свидетелей делает процедуру доказательства преступления почти невыполнимой.

## История
Как и в других авраамических религиях, в исламе прелюбодеяние так же относится к числу самых тяжких грехов. Прелюбодеяние упоминается в Коране в трёх местах.
Из сунны пророка Мухаммада известно несколько случаев, связанных с прелюбодеянием. В первом случае пророк Мухаммад приказал забить камнями еврейку, совершившую прелюбодеяние, сославшись на закон Торы. Во втором случае женатый мужчина из племени Бану Аслам совершил прелюбодеяние и четырежды засвидетельствовал против себя. Этот человек также был забит камнями.

## Обвинение
Для того, чтобы обвинить человека в прелюбодеянии, необходимо четыре надёжных, благочестивых свидетеля, которые видели проникновение полового члена. Если обвинители не найдут четырёх свидетелей, то они могут быть приговорены к восьмидесяти ударам плетью за необоснованное обвинение в прелюбодеянии и клевету. В случае признания шариат рекомендует судье проигнорировать первые три признания и дать время подумать. После четвёртого признания шариатский судья обязан вынести приговор.

## Наказание
Все суннитские мазхабы единодушны в том, что наказание в виде забивания камнями выносится людям, относящимся к категории мухсан. Ханафиты и ханбалиты для забивания камнями требуют, чтобы оба партнёра относились к категории мухсан. Лица, не относящиеся к категории мухсан, наказываются ста ударами плетьми (рабы — пятьюдесятью) с изгнанием сроком на один год (рабов — полгода). Изнасилованная женщина не может подвергаться наказанию. В маликитском мазхабе беременность незамужней женщины рассматривается в качестве доказательства прелюбодеяния.